# Sinanggul
Sinanggul is een bestuurslaag in het regentschap Jepara van de provincie Midden-Java, Indonesië. Sinanggul telt 12.233 inwoners (volkstelling 2010).